# Cerco da colina de Pasárgada
O cerco da colina de Pasárgada (550 a.C.) foi uma de uma série de batalhas entre os medos e persas durante a Revolta Persa.

## Batalha
Após uma resistência heróica na batalha da fronteira persa, Ciro, o Grande e Ebares recuaram para as montanhas perto de Pasárgada, onde bloquearam as passagens estreitas que conduziam à Pérsia. Eles também levaram consigo todos os homens, mulheres, crianças e idosos persas. Ebares decidiu defender as passagens com 10.000 soldados fortemente armados e também colocou forças nas estradas que levavam à Pérsia, o que deveria impedir o avanço dos medos. Vendo que era impossível passar, o rei medo Astíages destacou um corpo de tropas com 100.000 soldados e marchou ao longo do sopé da montanha até encontrar uma passagem pelas montanhas. Os soldados medos escalaram a montanha íngreme e assim surpreender Ciro e os civis persas. Esse movimento obrigou os persas a recuar e retirar-se para uma cadeia de colinas mais baixas, muito mais perto de Pasárgada. Os medos cercaram a colina e guerrearam com os persas. No entanto, a configuração do terreno impossibilitou a vantagem numérica da Média. Os persas, porém, lutaram com muita bravura; em um lugar Ciro avançou, enquanto em outro os soldados foram liderados por Ebares. Portanto, eles lançaram um ataque fanático e depois de ficarem sem lanças, começaram a atirar pedras em massa.
Os medos não conseguiram resistir a esse contra-ataque persa, então seu exército se retirou. Os persas voltaram ao topo da colina onde esperavam outro ataque dos medos. Cercado e sem saída, Ciro, o Grande se viu em uma posição nada invejável e começou a orar:
| “ | “Ele ateou fogo nos ciprestes e louros circundantes, como um símbolo do sacrifício de um homem que está em apuros ou em circunstâncias desesperadoras. Seguiram-se relâmpagos e trovões; Ciro mergulhou profundamente em oração enquanto os pássaros voavam acima como uma previsão de seu retorno a Pasárgada...” | ” |

Os persas estacionados na colina sabiam que uma batalha decisiva estava sendo preparada pelos medos e que o destino da Pérsia, ou seja, o futuro de seu povo, seria decidido na manhã seguinte. Segundo fontes antigas, o aparecimento de pássaros enquanto Ciro orava foi interpretado como um sinal positivo que os confortou na véspera do confronto final.
No segundo dia, no entanto, a resistência persa foi mais fraca. Os medos lançaram um ataque decisivo contra os persas. Anteriormente Astíages havia colocado 50.000 soldados no sopé da montanha em torno da qual a batalha estava sendo travada e ordenou que executassem todos os que tentassem escapar descendo a montanha. Assim obrigados a avançar, os medos lutaram com desespero e levaram os persas voltar ao topo da colina, onde as mulheres e crianças foram colocadas por questões de segurança. Quando as persas viram seus maridos recuarem, correram para encontrá-los e gritaram:
| “ | “Covardes, vocês pretendem fugir daqui ou rastejar para os braços de quem os deu à luz?” | ” |

As provocações e repreensões de suas mães e esposas fizeram com que os soldados persas ficassem envergonhados e percebessem os valores pelos quais lutavam; suas esposas, filhos e pátria. Isso supostamente deu-lhes coragem, então eles voltaram fanaticamente ao campo de batalha, onde soldados da Média os esperavam nas encostas. Os medos ficaram espantados e foram empurrados colina abaixo e caíram em tal confusão que os persas mataram 60.000 deles.
As mulheres persas, de acordo com esses documentos históricos, são consideradas cruciais para o resultado da batalha e foram recompensadas por seu encorajamento. Plutarco afirma:
| “ | “O choro e o desespero das mulheres levaram a uma reviravolta na batalha, razão pela qual Ciro aprovou uma lei segundo a qual sempre que o rei vier a Pasárgada, toda mulher deve receber uma moeda de ouro. Artaxerxes III tentou evitar essa lei e, quando Alexandre, o Grande, visitou a cidade duas vezes, doou uma quantia dupla a todas as mulheres que tinham filhos.” | ” |

Ciro novamente derrotou medos e capturou seu acampamento. Quando ele veio para a tenda abandonada de Astíages, ele encontrou vários itens do governante mais poderoso do mundo daquela época. Ebares então coroou Ciro como o novo rei, com as palavras:
| “ | “Você é mais digno de usá-lo; é fruto de suas virtudes e uma garantia de que os persas governarão os medos.” | ” |

## Rescaldo
Rumores de uma vitória persa chegaram a todos os lados do Império Medo. Depois disso, todas as nações antes subordinadas aos medos aceitaram Ciro como seu rei. A imensa riqueza encontrada nas tendas medas sobre a supervisão de Ebares foi transferida para a cidade persa de Pasárgada.
| “ | “Não demorou muito para a notícia da derrota de Astíages se espalhasse pelo país, após a qual a maioria dos povos e seus governantes o deixaram. Os primeiros entre eles foram os hircanianos, que reconheceram a legitimidade de Ciro como rei e o ajudaram com 50.000 homens, após o que os partas, sacas, bactrianos e outros povos fizeram o mesmo, apressando-se para chegar antes dos outros.” | ” |

Com esta grande vitória, Ciro, o Grande, não apenas salvou a Pérsia e o destino do povo persa, mas também lançou as bases para o primeiro grande império que nunca havia sido visto antes na história. No entanto, Ciro teve outro obstáculo no caminho para a criação do Império Persa; alguns medos permaneceram leais a Astíages, então a guerra não acabou.